# Gran Premio de Teruel de Motociclismo de 2020
El Gran Premio de Teruel de Motociclismo de 2020 (oficialmente Gran Premio Liqui Moly de Teruel) fue la duodécima prueba del Campeonato del Mundo de Motociclismo de 2020. Tuvo lugar en el fin de semana del 23 al 25 de octubre de 2020 en el MotorLand Aragón, situado en la localidad de Alcañiz, Provincia de Teruel, Aragón, España.
La carrera de MotoGP fue ganada por Franco Morbidelli, seguido de Álex Rins y Joan Mir. Sam Lowes fue el ganador de la prueba de Moto2, por delante de Fabio Di Giannantonio y Enea Bastianini. La carrera de Moto3 fue ganada por Jaume Masiá, Ayumu Sasaki fue segundo y Kaito Toba tercero.

## Resultados

### Resultados MotoGP
| Pos.    | N.º | Piloto            | Constructor | Vueltas | Tiempo    | Parrilla | Puntos |
| ------- | --- | ----------------- | ----------- | ------- | --------- | -------- | ------ |
| 1       | 21  | Franco Morbidelli | Yamaha      | 23      | 41:47.652 | 2        | 25     |
| 2       | 42  | Álex Rins         | Suzuki      | 23      | +2.205    | 3        | 20     |
| 3       | 36  | Joan Mir          | Suzuki      | 23      | +5.376    | 12       | 16     |
| 4       | 44  | Pol Espargaró     | KTM         | 23      | +10.299   | 9        | 13     |
| 5       | 5   | Johann Zarco      | Ducati      | 23      | +12.915   | 5        | 11     |
| 6       | 88  | Miguel Oliveira   | KTM         | 23      | +12.953   | 8        | 10     |
| 7       | 12  | Maverick Viñales  | Yamaha      | 23      | +14.262   | 4        | 9      |
| 8       | 20  | Fabio Quartararo  | Yamaha      | 23      | +14.720   | 6        | 8      |
| 9       | 27  | Iker Lecuona      | KTM         | 23      | +17.177   | 11       | 7      |
| 10      | 9   | Danilo Petrucci   | Ducati      | 23      | +19.519   | 19       | 6      |
| 11      | 35  | Cal Crutchlow     | Honda       | 23      | +19.708   | 7        | 5      |
| 12      | 6   | Stefan Bradl      | Honda       | 23      | +20.591   | 16       | 4      |
| 13      | 04  | Andrea Dovizioso  | Ducati      | 23      | +22.222   | 17       | 3      |
| 14      | 53  | Tito Rabat        | Ducati      | 23      | +26.496   | 20       | 2      |
| 15      | 38  | Bradley Smith     | Aprilia     | 23      | +31.816   | 21       | 1      |
| Ret     | 41  | Aleix Espargaró   | Aprilia     | 20      | Retirado  | 13       |        |
| Ret     | 73  | Álex Márquez      | Honda       | 13      | Caída     | 10       |        |
| Ret     | 63  | Francesco Bagnaia | Ducati      | 5       | Retirado  | 18       |        |
| Ret     | 30  | Takaaki Nakagami  | Honda       | 0       | Caída     | 1        |        |
| Ret     | 43  | Jack Miller       | Ducati      | 0       | Caída     | 14       |        |
| Ret     | 33  | Brad Binder       | KTM         | 0       | Caída     | 15       |        |
| Fuente: |     |                   |             |         |           |          |        |

### Resultados Moto2
| Pos.    | N.º | Piloto                | Constructor | Vueltas | Tiempo    | Parrilla | Puntos |
| ------- | --- | --------------------- | ----------- | ------- | --------- | -------- | ------ |
| 1       | 22  | Sam Lowes             | Kalex       | 21      | 39:27.645 | 1        | 25     |
| 2       | 21  | Fabio Di Giannantonio | Speed Up    | 21      | +8.425    | 4        | 20     |
| 3       | 33  | Enea Bastianini       | Kalex       | 21      | +10.871   | 6        | 16     |
| 4       | 87  | Remy Gardner          | Kalex       | 21      | +12.657   | 3        | 13     |
| 5       | 9   | Jorge Navarro         | Speed Up    | 21      | +13.006   | 2        | 11     |
| 6       | 88  | Jorge Martín          | Kalex       | 21      | +14.766   | 12       | 10     |
| 7       | 96  | Jake Dixon            | Kalex       | 21      | +16.905   | 7        | 9      |
| 8       | 37  | Augusto Fernández     | Kalex       | 21      | +17.027   | 9        | 8      |
| 9       | 42  | Marcos Ramírez        | Kalex       | 21      | +21.888   | 5        | 7      |
| 10      | 16  | Joe Roberts           | Kalex       | 21      | +22.951   | 13       | 6      |
| 11      | 10  | Luca Marini           | Kalex       | 21      | +24.969   | 11       | 5      |
| 12      | 97  | Xavi Vierge           | Kalex       | 21      | +26.206   | 22       | 4      |
| 13      | 55  | Hafizh Syahrin        | Speed Up    | 21      | +26.317   | 20       | 3      |
| 14      | 45  | Tetsuta Nagashima     | Kalex       | 21      | +26.685   | 25       | 2      |
| 15      | 24  | Simone Corsi          | MV Agusta   | 21      | +26.899   | 24       | 1      |
| 16      | 64  | Bo Bendsneyder        | NTS         | 21      | +27.404   | 10       |        |
| 17      | 11  | Nicolò Bulega         | Kalex       | 21      | +30.319   | 21       |        |
| 18      | 19  | Lorenzo Dalla Porta   | Kalex       | 21      | +30.707   | 23       |        |
| 19      | 35  | Somkiat Chantra       | Kalex       | 21      | +30.980   | 19       |        |
| 20      | 23  | Marcel Schrötter      | Kalex       | 21      | +31.501   | 16       |        |
| 21      | 27  | Andi Farid Izdihar    | Kalex       | 21      | +47.953   | 29       |        |
| 22      | 18  | Xavier Cardelús       | Speed Up    | 21      | +48.375   | 28       |        |
| 23      | 74  | Piotr Biesiekirski    | NTS         | 21      | +1:00.394 | 30       |        |
| Ret     | 62  | Stefano Manzi         | MV Agusta   | 20      | Caída     | 18       |        |
| Ret     | 57  | Edgar Pons            | Kalex       | 19      | Caída     | 15       |        |
| Ret     | 7   | Lorenzo Baldassarri   | Kalex       | 15      | Caída     | 17       |        |
| Ret     | 40  | Héctor Garzó          | Kalex       | 10      | Caída     | 8        |        |
| Ret     | 72  | Marco Bezzecchi       | Kalex       | 3       | Caída     | 14       |        |
| Ret     | 12  | Thomas Lüthi          | Kalex       | 0       | Caída     | 26       |        |
| Ret     | 99  | Kasma Daniel          | Kalex       | 0       | Caída     | 27       |        |
| Fuente: |     |                       |             |         |           |          |        |

### Resultados Moto3
| Pos.    | N.º | Piloto             | Constructor | Vueltas | Tiempo    | Parrilla | Puntos |
| ------- | --- | ------------------ | ----------- | ------- | --------- | -------- | ------ |
| 1       | 5   | Jaume Masiá        | Honda       | 19      | 37:44.602 | 7        | 25     |
| 2       | 71  | Ayumu Sasaki       | KTM         | 19      | +0.051    | 6        | 20     |
| 3       | 27  | Kaito Toba         | KTM         | 19      | +0.152    | 8        | 16     |
| 4       | 75  | Albert Arenas      | KTM         | 19      | +0.296    | 5        | 13     |
| 5       | 13  | Celestino Vietti   | KTM         | 19      | +0.331    | 3        | 11     |
| 6       | 17  | John McPhee        | Honda       | 19      | +0.372    | 17       | 10     |
| 7       | 53  | Deniz Öncü         | KTM         | 19      | +0.583    | 18       | 9      |
| 8       | 40  | Darryn Binder      | KTM         | 19      | +0.772    | 15       | 8      |
| 9       | 79  | Ai Ogura           | Honda       | 19      | +0.955    | 10       | 7      |
| 10      | 14  | Tony Arbolino      | Honda       | 19      | +2.259    | 2        | 6      |
| 11      | 21  | Alonso López       | Husqvarna   | 19      | +2.489    | 21       | 5      |
| 12      | 25  | Raúl Fernández     | KTM         | 19      | +2.493    | 1        | 4      |
| 13      | 12  | Filip Salač        | Honda       | 19      | +2.520    | 11       | 3      |
| 14      | 2   | Gabriel Rodrigo    | Honda       | 19      | +2.686    | 4        | 2      |
| 15      | 52  | Jeremy Alcoba      | Honda       | 19      | +2.745    | 14       | 1      |
| 16      | 7   | Dennis Foggia      | Honda       | 19      | +2.895    | 12       |        |
| 17      | 99  | Carlos Tatay       | KTM         | 19      | +3.019    | 20       |        |
| 18      | 16  | Andrea Migno       | KTM         | 19      | +3.622    | 26       |        |
| 19      | 55  | Romano Fenati      | Husqvarna   | 19      | +5.448    | 13       |        |
| 20      | 82  | Stefano Nepa       | KTM         | 19      | +5.620    | 16       |        |
| 21      | 70  | Barry Baltus       | KTM         | 19      | +5.680    | 23       |        |
| 22      | 23  | Niccolò Antonelli  | Honda       | 19      | +6.103    | 19       |        |
| 23      | 6   | Ryusei Yamanaka    | Honda       | 19      | +16.543   | 25       |        |
| 24      | 50  | Jason Dupasquier   | KTM         | 19      | +21.606   | 30       |        |
| 25      | 92  | Yuki Kunii         | Honda       | 19      | +21.716   | 22       |        |
| 26      | 9   | Davide Pizzoli     | KTM         | 19      | +21.812   | 24       |        |
| 27      | 89  | Khairul Idham Pawi | Honda       | 19      | +32.799   | 27       |        |
| 28      | 73  | Maximilian Kofler  | KTM         | 19      | +33.600   | 29       |        |
| Ret     | 24  | Tatsuki Suzuki     | Honda       | 18      | Caída     | 9        |        |
| Ret     | 11  | Sergio García      | Honda       | 18      | Caída     | 28       |        |
| Fuente: |     |                    |             |         |           |          |        |